# Didymocarpus zhufengensis
Didymocarpus zhufengensis là một loài thực vật có hoa trong họ Tai voi. Loài này được W.T.Wang mô tả khoa học đầu tiên năm 1984.